# Lentigny FR
| FR ist das Kürzel für den Kanton Freiburg in der Schweiz. Es wird verwendet, um Verwechslungen mit anderen Einträgen des Namens Lentigny zu vermeiden. |

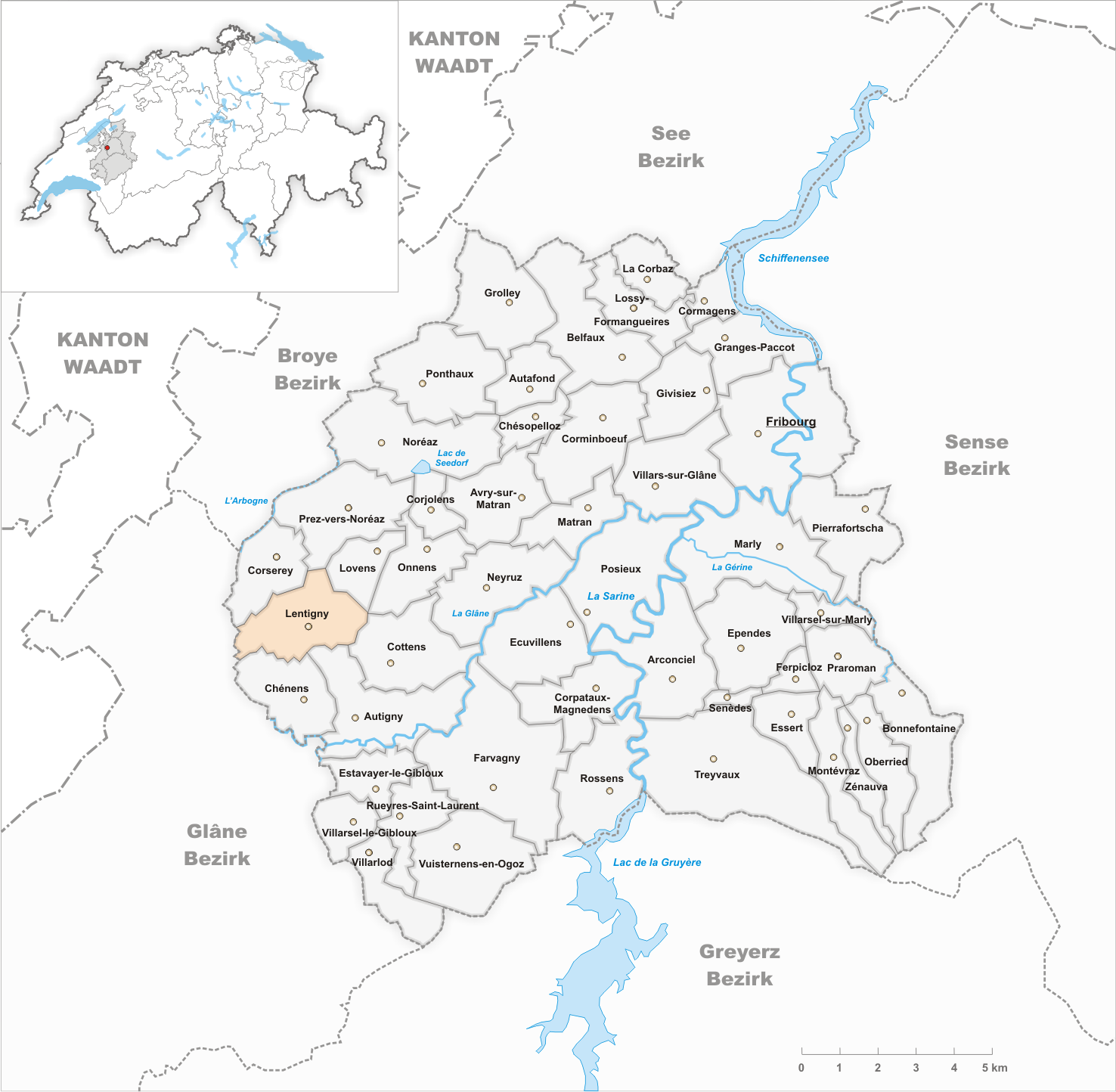
Gemeindestand vor der Fusion am 1. Januar 2001

Lentigny (Freiburger Patois Lentinyiⓘ) ist eine Ortschaft und früher selbständige politische Gemeinde im District de la Sarine (deutsch: Saanebezirk) des Kantons Freiburg in der Schweiz. Der frühere deutsche Ortsname Lentenach wird heute nicht mehr verwendet. Am 1. Januar 2001 fusionierte Lentigny mit Lovens und Onnens zur neuen Gemeinde La Brillaz. Der Sitz der Gemeindeverwaltung befindet sich in Lentigny.

## Geographie
Lentigny liegt auf 720 m ü. M., 13 km westsüdwestlich der Kantonshauptstadt Freiburg (Luftlinie). Das Dorf erstreckt sich leicht erhöht am Südwestrand der Höhe La Brillaz, im Molassehügelland des Freiburger Mittellandes. Die ehemalige Gemeindefläche betrug rund 4,8 km². Das Gebiet reichte von der ehemals moorigen Senke mit dem Weiher von Lentigny (heute Naturschutzgebiet) nordwärts auf den breiten Höhenrücken La Brillaz (bis 760 m ü. M.). Im Westen erstreckte es sich über das Quellgebiet des Ruisseau des Vaux (rechter Seitenbach der Arbogne) in die ausgedehnten Wälder Combertin und Bois des Gottes (760 m ü. M.).

## Bevölkerung
Mit 638 Einwohnern (2000) zählte Lentigny vor der Fusion zu den kleineren Gemeinden des Kantons Freiburg. Zu Lentigny gehören einige neue Wohnquartiere sowie mehrere Einzelhöfe.
Einwohnerzahlen: Volkszählungsdaten

## Wirtschaft
Lentigny war bis in die zweite Hälfte des 20. Jahrhunderts ein vorwiegend durch die Landwirtschaft geprägtes Dorf. Noch heute haben der Ackerbau, der Obstbau, die Milchwirtschaft und die Viehzucht einen wichtigen Stellenwert in der Erwerbsstruktur der Bevölkerung. Weitere Arbeitsplätze sind im lokalen Kleingewerbe und im Dienstleistungssektor vorhanden, unter anderem in der Fischzucht und in einer Schreinerei. In den letzten Jahrzehnten hat sich das Dorf dank seiner attraktiven Lage auch zu einer Wohngemeinde entwickelt. Viele Erwerbstätige sind deshalb Wegpendler, die hauptsächlich in der Region Freiburg arbeiten.

## Verkehr
Das Dorf liegt abseits der grösseren Durchgangsstrassen an einer Verbindungsstrasse von Chénens nach Avry. Durch die Buslinie der Transports publics Fribourgeois, die von Avry bzw. dem Bahnhof Rosé nach Chénens führt, ist das Dorf an das Netz des öffentlichen Verkehrs angebunden.

## Geschichte
Das Gebiet von Lentigny war schon sehr früh besiedelt. Hier befand sich während der Römerzeit eine Siedlung. Bei Ausgrabungen wurden ein Mosaikfussboden und zahlreiche Fragmente von Keramik und Eisenwaren gefunden.
Die erste urkundliche Erwähnung des Ortes erfolgte 1142 unter dem Namen Lintiniei. Später erschienen die Bezeichnungen Lentiniei (1150), Lintinie (1254), Lintignye (1285), Lintignie (1290), Lintigny (1320), Lentignie (1445) und Lentigniez (1555). Die deutsche Version Lentenach ist seit 1578 überliefert. Der Ortsname ist vom gallorömischen Geschlechtsnamen Lentinius abgeleitet.
Lentigny gehörte im Mittelalter zur Herrschaft Montagny. Durch Kauf kam das Dorf 1442 unter die Herrschaft von Freiburg und wurde der Alten Landschaft (Neustadtpanner) zugeordnet. Nach dem Zusammenbruch des Ancien Régime (1798) gehörte Lentigny während der Helvetik und der darauf folgenden Zeit zum Bezirk Freiburg, bevor es 1848 mit der neuen Kantonsverfassung in den Saanebezirk eingegliedert wurde.
Im Rahmen der vom Kanton Freiburg seit 2000 geförderten Gemeindefusionen entschieden sich die Bewohner von Lentigny, Lovens und Onnens für ein Zusammengehen ihrer Gemeinden. Mit Wirkung auf den 1. Januar 2001 wurde deshalb die neue Gemeinde La Brillaz gebildet.

## Sehenswürdigkeiten
Die Pfarrkirche von Lentigny stammt in ihrer heutigen Gestalt aus dem 19. Jahrhundert. Im Ortskern sind einige stattliche Bauernhäuser aus dem 18. und 19. Jahrhundert erhalten.

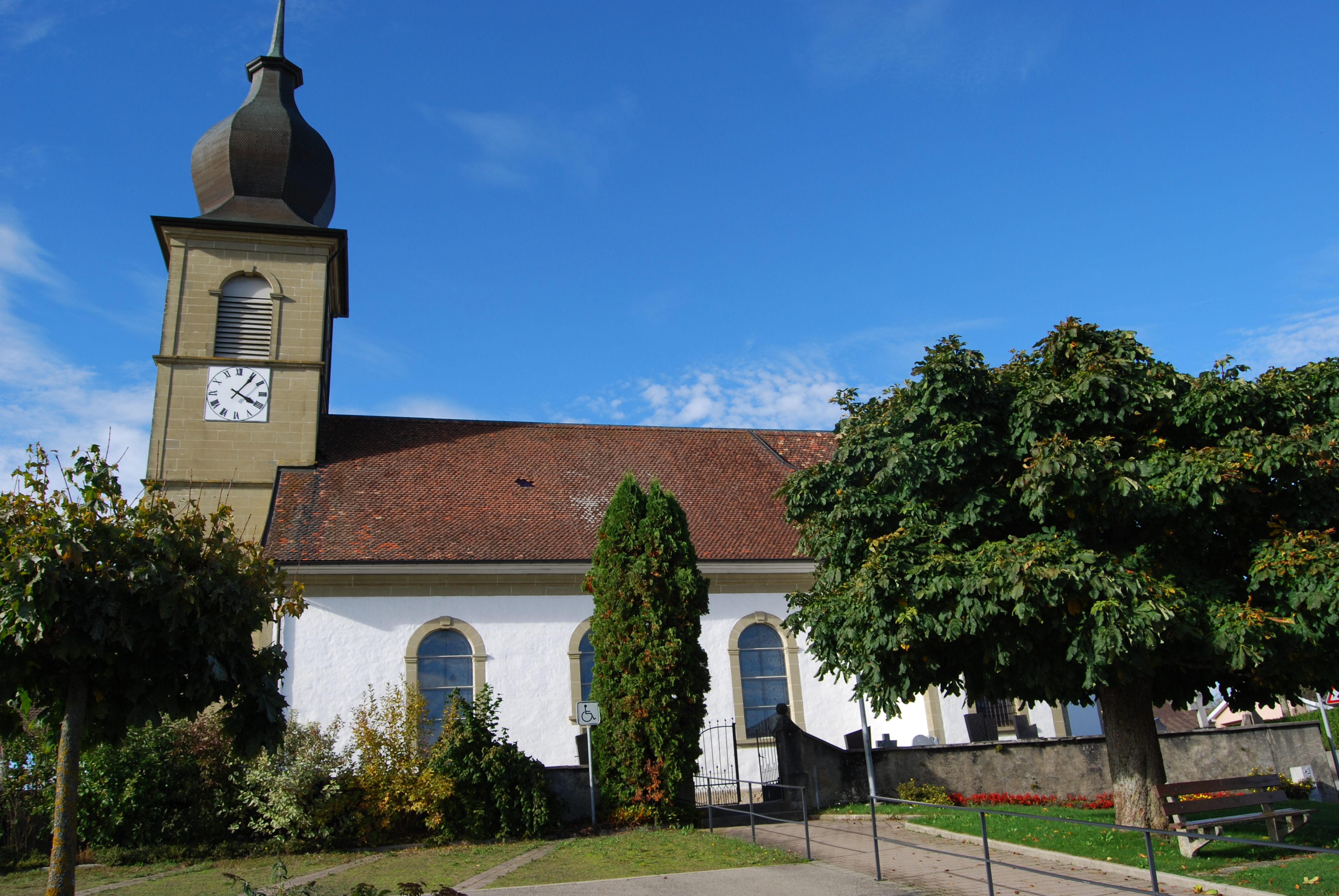
Kirche von Lentigny
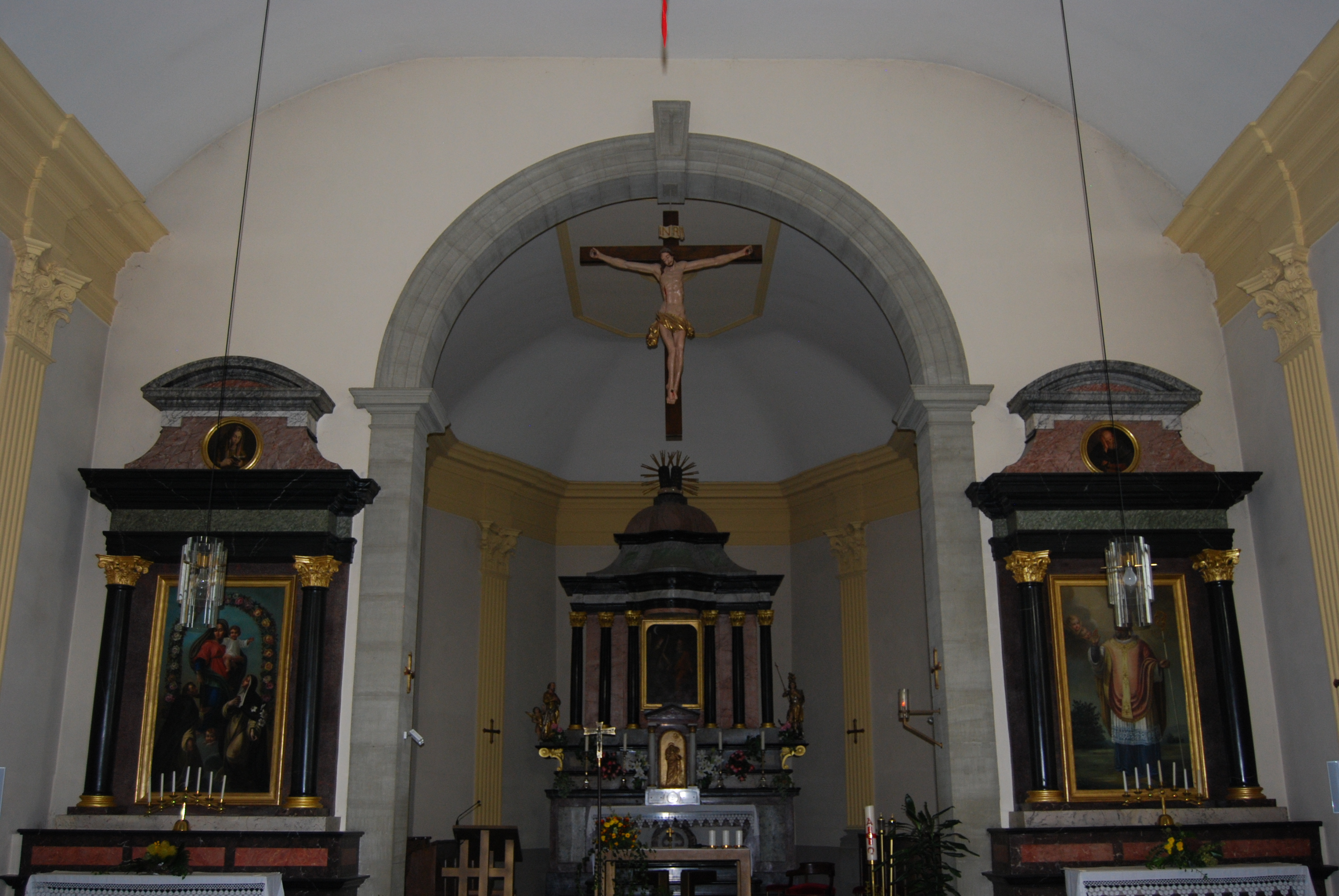
Innenansicht der Kirche
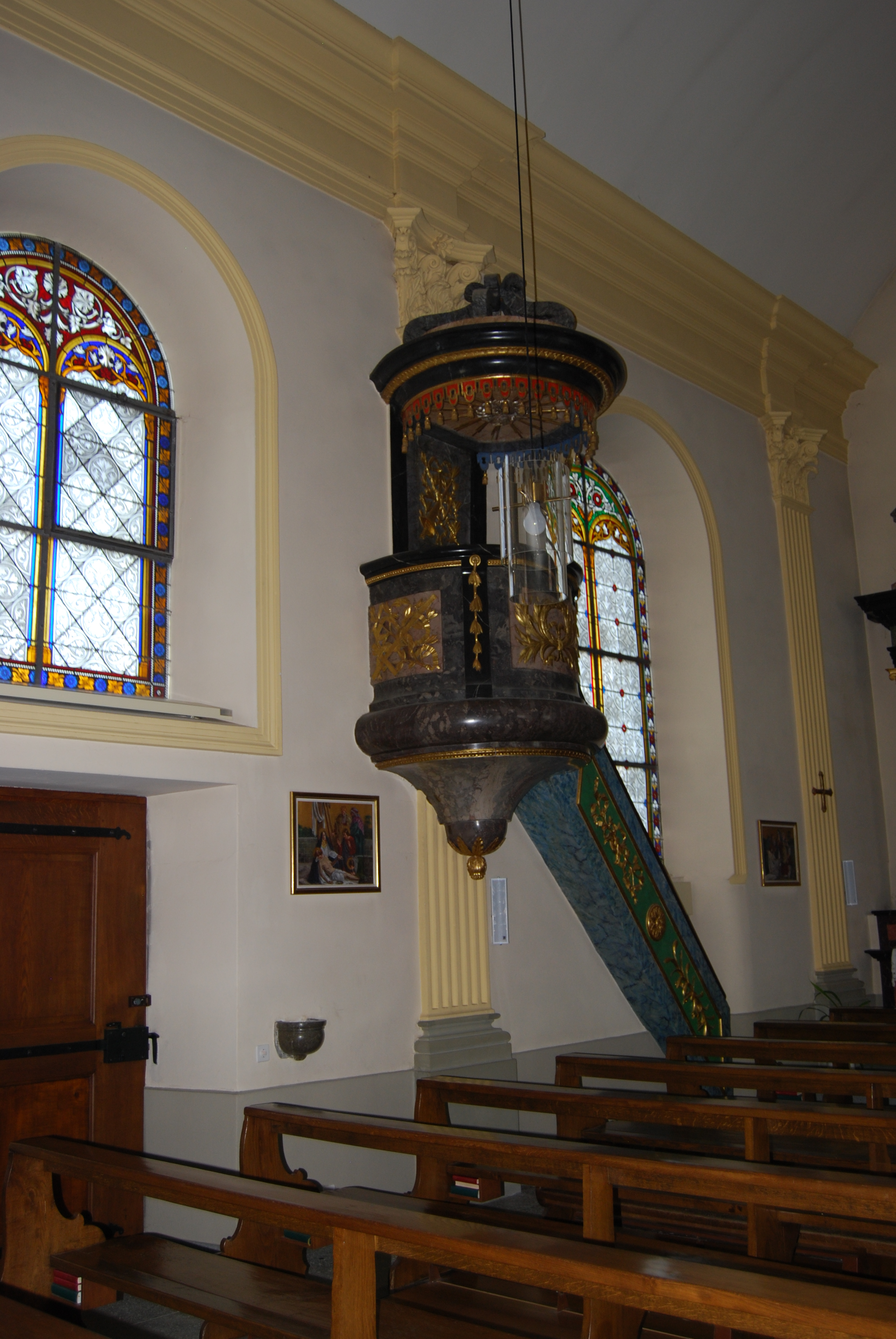
Kanzel der Kirche Lentigny